# علم نفس عابر للأنواع
علم النفس العابر للأنواع (بالإنجليزية: Trans-species psychology)‏ هو المجال من علم النفس الذي يصرّح بأن الإنسان والحيوانات غير البشرية تشترك بقواسم في المعرفة (التفكير) والشعور (الإحساس). أسّس من قبل الخبيرة البيئية والأخصّائية النفسية الأميركية، غاي إي برادشو.
يناقش علم النفس العابر للأنواع، الذي يُشار إليه عادةً بـ «علم الإحساسية»، الأدلّة العلمية الموجودة التي تشير إلى النماذج المشتركة للدماغ، والعقل، والسلوك عند الإنسان والحيوانات غير البشرية. تذرّعت برادشو بالنظريات والمعلومات من العلوم العصبية، وعلم السلوك الحيواني، وعلم النفس، سواء الحالية أو بالعودة إلى أبحاث علم الأحياء التطوري لتشارلز داروين في منتصف العقد الأول للقرن التاسع عشر، التي تُظهر حفاظ التطوّر على الدماغ والعقل عبر الأنواع. يتشارك البشر والحيوانات الأخرى في القدرة المشتركة على التفكير، والشعور، والإحساس بأنفسهم وبحياتهم. أبدت بعض الثدييات القدرة على الإحساس بالتقمّص الوجداني، والثقافة، والإدراك الذاتي، والوعي، والصدمة النفسية، وشعائر الحداد، وقدرات التواصل المعقّدة.
جلبت المعرفة بقدرة الحيوانات غير البشرية على التفكير والشعور استيعاب قدرتهم على الإحساس بالصدمة النفسية والمعاناة. يسعى علم النفس العابر للأنواع إلى وقاية ومعالجة الصدمة عند كل الحيونات من خلال زيادة الفهم العلمي.
السابقة trans هي مصطلحٌ لاتنيني تعني «عبر» أو «وراء»، وتُستخدم أيضاً لوصف إمكانية مقارنة الدماغ والعقل والسلوك عبر الأنواع الحيوانية. في مقابلة، صرّحت برادشو بأن اللاحقة trans أُلحقت بعلم النفس «لإعادة تضمين البشر مع الأصل الأكبر للملكة الحيوانية من خلال إزالة «و» بين البشر والحيوانات التي استُخدمت لتحديد وتعزيز الفكرة الخاطئة بأن البشر يختلفون إدراكياً وشعورياً بشكل جدير بالاهتمام عن الأنواع الأخرى».

## الخلفية التاريخية: معاناة الفيلة من اضطراب الكرب التالي للصدمة النفسية
في عام 2005، قادت أبحاث برادشو إلى الاستنتاج بوجود اضطراب الكرب التالي للصدمة النفسية عند فيلة أحياء بسبب الأحداث الصادمة بشدّة، متضمّنةً القتل الجماعي (القتل الممنهج)، والصيد غير الشرعي، والانتقال، والهجمات البشرية الأخرى. عرّضت الحيوانات العاشبة الأليفة والمسالمة النموذجية مع البنى الاجتماعية المعقدة، والروابط الاجتماعية طويلة الأمد المتماسكة، والقدرات المعرفية المتطوّرة، والاستجابة السريعة للتقمّص الوجداني المرتفعة، عرّضت الفيلة المصدومة لانحرافاتٍ سلوكيةٍ مثل العدائية ضمن وبين الأنواع، واستجابات خوف غير طبيعية، والاكتئاب، وإهمال الرضّع. وقد وُثّق اعتداء وقتل لم يُسبق له مثيل من قبل ذكور الفيلة الشابّة المصدومة لأكثر من 100 وحيد قرن في جنوب أفريقيا. دمجت برادشو بين مبادئ علم النفس البيولوجي وعلم السلوك الحيواني، وبشكلٍ خاصّ الفهم بأن خسارة المجتمع والاندماج تقود إلى تطوّر عصبي مرضي في نصف الكرة الأيمن، والذي يؤدّي عادةً إلى فرط عدائية وخلل في الانفعالات الاجتماعية. ووجدت أن تدخل البشر العنيف قاد إلى انهيار مجتمع وثقافة الفيل، والذي ركّز عليه تقرير تشارلز سيبرت في نيويورك تايمز تحت اسم انهيار فيل. وثّقت هذا في كتابها أيضاً «إيليفانت أون ذا إيدج: وات أنيمالز تيتش أس أباوت هيومانتي» والذي تلقّى عدة جوائز عالمية ورُشّح لجائزة بوليتزر ونُصِح به ككتاب الأسبوع على جين فراكا شو، اقتراحات جين فراكا. أدّت هذه النتائج والدراسات اللاحقة المؤكّدة على القواسم المشتركة بين الفقاريات إلى تأسيس علم النفس العابر للأنواع للدراسة والاهتمام بالحيوانات (شاملة الإنسان). أسّست أيضاً منظمة غير ربحية «ذا كيرلوس سينتر» والتي خُصّصت لفهم العلم أكثر والتطبيقات العملية التي تحسّن رفاهية الحيوانات.

## التشريح العصبي وعلم النفس العصبي المشترك بين الأنواع
صان التطور بشكل كبيرٍ القشر، والجهاز الحوفي، وبنى الدماغ الذاتي الذي يتحكّم بالشعور، والوعي، والإحساس بالذات، والصفات المرتبطة بالسلوك وفيزلوجية النفس (مثل السلوك الأمومي، وتمييز الوجوه، واللعب، والسلوك الجنسي، والخوف، والعدوانية، وضبط المشاعر). وبشكلٍ مهم، تتأثّر العمليات والبنى العصبية الحيوية بالصدمة (أيّ المناطق القشرية وتحت القشرية للدماغ الأيمن، متضمّنةً القشر الحجابي الجبهي، والقشرة الحزامية الأمامية، واللوزة الدماغية، والحصين، ونصف الكرة الأيمن) والتي حُفظت أيضاً عبر الأنواع. وبشكلٍ مشابهٍ للإنسان، تختبر الحيوانات المشاعر المعقّدة وتكون معرّضة نفسياً للتوتر وتأثيرات العنف. أعطى هذا الفهم الحيوي العصبي المشترك بين كل الأنواع، أساساً لتشخيص اضطراب الكرب التالي للصدمة النفسية (بّي تي إس دي) عند أنواعٍ متعدّدةٍ غير البشر.

## النموذج الفكري العابر للأنواع
حفّز علم النفس العابر للأنواع تحوّلاً في النموذج الفكري والذي «عرّض البشرية لتحدٍ لإعادة التفكير في كلّ جانبٍ من الثقافة الحديثة تقريباً»، وإعادة اكتشاف واختراع المزيد والجديد من العلاقات العادلة أخلاقياّ مع كلّ الأنواع الأخرى. ألغى علم النفس والعلم العابر للأنواع النموذج الفكري القائم بالاعتماد على السلّم الطبيعي (باللاتينية: scala naturae)، وهو مفهوم مسندٌ إلى أرسطو يرتّب الطبيعة من «الأدنى» إلى «الأعلى» مع وجود البشر في القمّة. صحّح علم النفس العابر للأنواع التناقض الكبير في الممارسة والمنطق العلمي الذي يعُرف بـ «الاستدلال أحادي الاتّجاه». فبشكلٍ تقليدي، كانت تُقبل طريقة صنع استنتاجاتٍ عن البشر من الحيوانات ولكن لم يُقبل العكس. فبدلاً من ذلك، كان يُعتبر صنع الاستدلال مما هو مفهومٌ عند البشر وتوسيعه للحيوانات (التجسيم أو التشبيهية) غير علمي. وبكلّ الأحول، لا يتناسب الاستدلال أحادي الاتّجاه مع النظريات والأدلّة العلمية. وبشكلٍ مشابه للصفات الشكلية والفيزيولوجية والجينية، يمكن استنتاج الحالة العقلية للحيوانات غير البشرية عن طريق الصرامة العلمية (أي الاستدلال ثنائي الاتّجاه).

## المميّزات عن المجالات العلمية الأخرى
يرتبط علم النفس العابر للأنواع بالمجالات العلمية الأخرى، ولكنّه يتميّز عنها أيضاً، مثل علم النفس المقارن وعلم السلوك الحيواني الإدراكي.

### بالمقارنة مع علم النفس المقارن
يدرَس علم النفس المقارن «السلوك، والمعرفة، والإدراك، والعلاقات الاجتماعية لمختلف الأنواع» من منظورٍ مقارنٍ في مجلة علم النفس المقارن. يشجّع على دراسة الأنواع المختلفة المؤدّية لمهام متعدّدة في إطار كلٍّ من المختبر أو الميدان.
وبأيّ حالٍ، اختلف علم النفس المقارن عن علم النفس العابر للأنواع باحتفاظ علم النفس المقارن بالمقياس الخطّي للطبيعة، حيث صُوّرت الحيوانات غير البشرية على أنها كائنات أدنى رتبةً من البشر. بالإضاقة إلى الاستدلال أحادي الاتّجاه، إذ يُستمد الاستنتاج عن البشر من غير البشرين، ولكن لا يُقبل بالاستدلال ثنائي الاتّجاه، أيّ استخلاص المعرفة الحالية عن البشر لإفادة غير البشريين. وبهذه الطريقة، يختلف عن مبدأ علم النفس العابر للأنواع باشتراك ومساواة البشريين وغير البشريين، وكذلك استخدام الاستدلال ثنائي الاتّجاه.

### بالمقارنة مع علم السلوك الحيواني الإدراكي
يجمع علم السلوك الحيواني الإدراكي بين مجالات العلم الإدراكي وعلم السلوك الحيواني (دراسة سلوكيات الحيوانات)، وُصف الأخير من قبل نيكو تينبيرغين بأنه «مراقبة الحيوانات تحت ظروفٍ طبيعيةٍ أقل أو أعلى، بهدف فهم تطوّر وتأقلم (عمل) وسببية، وتقدّم مخزون السلوكيات لأنواعٍ معينة» - علم السلوك الحيواني الإدراكي. وتبعاً للعلم الإدراكي بشكلٍ عام، يركّز علم السلوك الحيواني الإدراكي على عملية الإدراك أكثر من عملية وضع التصوّرات الشمولية التي يتضمّنها علم النفس العابر للأنواع مع جذورها في عمق علم النفس، ومن ضمنها التجارب الشعورية والروحية والاجتماعية للحيوان (شاملةً الإنسان). يأخذ علم النفس العابر للأنواع بعين الاعتبار الحيّز الكامل للنفس متضمّناً التجارب الذاتية. ويوسّع النطاق للمجالات الأخرى مثل العلوم العصبية والنفسية العصبية الوجدانية، وعلم السلوك العصبي الأخلاقي، والتحليل العصبي النفسي ليشمل الأنواع الأخرى.